# 非洲金織雀
非洲金織雀 (Ploceus xanthops), 又名非洲織雀、東非織巢鳥。是織布文鳥科的一種鳥類。 其英文俗名（Holub's golden weaver）是為了紀念捷克博物學家埃米爾·霍盧布。 它們的分佈範圍從加蓬到烏干達和肯尼亞，南至納米比亞北部、博茨瓦納北部和南非東部。 它們的頭部呈現黃色，眼睛為淡黃色。 壽命為四年。 它們通常的叫聲像是「chichi-chichi-chi-squirr ski-wee」，但不同地區會有一些變化，有些聯絡聲會是短促的「chirp」。

## 描述
雄性和雌性區別在於雄性擁有全黃的頭部、鮮豔的綠黃色身體，以及從下巴延伸到上胸部的一抹橙色。雌性的顏色較黯淡，只有前額有黃色。雄性和雌性有一些相似的特徵，上半部分翅膀是暗棕色，下半部分則帶有黃色。它們擁有淡黃色的眼睛、黑色的喙和粉紅色的腿。年幼的鳥隻呈黯淡的橄欖色，只有尾巴、下巴和喉部有黃色。它們的眼睛是深棕色，喙則是淺棕色。

## 分佈與棲地
它們生活在超過16個國家，包括安哥拉、博茨瓦納、布隆迪、剛果、剛果民主共和國、史瓦帝尼、加蓬、肯尼亞、馬拉維、莫桑比克、納米比亞、盧旺達、南非、坦尚尼亞聯合共和國、烏干達、贊比亞和辛巴威。它們生活在內陸淡水區域，包括森林、稀樹草原、灌木叢、草原和濕地。 它們覆蓋多種棲地，包括高草叢生的灌木區域，也可以在森林邊緣或溪流旁找到。從南非東部到安哥拉西部的沿海地區也有分佈。由於研究不足，假設它們是定居性生活。它們生活在海拔1,200至2,300米的地區。 它們不會隨季節遷徙，最遠的移動距離記錄為十公里。

## 行為與生態

### 飲食
非洲金織雀是雜食性動物，牠們的飲食包括無脊椎動物、水果、種子和花蜜。昆蟲包括甲蟲幼蟲、白蟻、蚱蜢、螳螂、虻及蜘蛛。水果包括番石榴、無花果和rhus pyroides的果實。種子來自草種及外來針葉植物，花蜜來自車漆和刺桐。它們有時也會吃花瓣。

### 繁殖
它們是一夫一妻制的配偶，繁殖時間在1月至4月之間，但在南非、贊比亞和馬拉維，最早可從9月開始。繁殖發生在由兩到三隻有領地的雄性鳥組成的群落中。雄鳥會在雌鳥旁棲息，做出特定動作並唱出拉長的歌（改變音頻信號的速度或持續時間而不影響音高）。雄鳥建造的巢位於離地兩到兩米半高的高灌木或蘆葦上，通常是在水上方，雌鳥負責做內襯。研究人員還發現了褐背火雀、白領綠背織雀和橙腹梅花雀的舊巢。它們每窩產下一到三枚卵，顏色從純粉色、藍色或白色到帶有紅色和淡紫色斑點不等。孵化期為十四到十五天，孵化後它們會在巢中待十九到二十二天，由雙親餵養。

## 現狀與保育
截至2024年，它們並未受到全球威脅。 雖然數量比群居鳥類少得多，但其族群趨勢穩定，且分佈範圍廣泛，因此不被認為會面臨滅絕的危險。 它們存在於整個分佈區內的保護區中。 目前沒有野外成熟個體數量的研究。